# 1999 XA174
1999 XA174 är en asteroid i huvudbältet som upptäcktes den 10 december 1999 av LINEAR i Socorro County, New Mexico.
Asteroiden har en diameter på ungefär 5 kilometer.